# Prothaplocnemis persica
Prothaplocnemis persica är en tvåvingeart som först beskrevs av Paramonov 1924.  Prothaplocnemis persica ingår i släktet Prothaplocnemis och familjen svävflugor.
Artens utbredningsområde är Iran. Inga underarter finns listade i Catalogue of Life.